# 若綺
若綺（1985年6月21日—），本名覃詩芸，台灣模特兒  ，畢業於國立臺灣師範大學；主修鋼琴、副修小提琴、古箏。

## 出道經歷
曾擔任《全民大笑花》及《全民最大黨》的助理主持、《玩美一窩瘋》CanKam Girls、《台灣山女孩》 外景主持人、運彩甜心成員及《名模出任務》常態班底。

## 個人生活
2021年8月27日和主持人楊昇達登記結婚，2022年9月2日舉辦婚禮。個人信仰為佛教如來宗。

## 演出作品

### MV
- 2009年 陶喆《我太傻》
- 2009年 李聖傑《古老的大鐘》
- 2014年 林育群《一百分的朋友》
- 2015年 運彩甜心《夢想比天高》

### 電影
- 2015年《孤單的豌豆》
- 2020年《練愛iNG》

### 劇集
- 2016年《電競紀元》 [5]
- 2016年《正義聯盟VS貼圖聯盟》
- 2021年《三隻小豬的逆襲》飾演 曉筠同學
- 網路戲劇「聖誕俠」

## 主持節目

### 主持
- 中視
  - 《台灣山女孩》 外景主持人 [6]
- 中天電視
  - 《全民大笑花》助理主持人
  - 《幸福相談所》助理主持人 [7]
  - 《全民最大黨》助理主持人

### 固定演出
| 播出頻道   | 節目名                |
| 華視       | 名模出任務--固定班底  |
| 中天綜合台 | 名模星任務(常態班底)  |
| 中天娛樂台 | 玩美ㄧ窩瘋--固定班底  |
| 中視       | 名模星任務(常態班底)  |
| TVBS       | 女人我最大--固定班底  |
| 衛視中文台 | WOW！侯麻吉--固定班底 |

## 廣告作品
- 露得清 細白精華 梁靜茹21天白皙透亮的秘密 2019
- 復古30s 打造自然系女孩（20160112平面）
- Wechat廣告訊息回收功能
- 三菱汽車Lancer io美女篇
- YAMAHA cuxi機車(平面+電視廣告)
- 青島啤酒
- 自然堂廣告宣傳MV(你是我的美)
- 遠傳電信
- 遠傳電信花博篇
- ZA彩妝
- 雙健茶王
- 7-11啤酒節
- 白蘭氏雞精
- Gore-Tex登山篇(平面+廣告)
- Yahoo旅遊網路篇
- Vogue黑人牙膏亮白美齒

## 外部連結
- 若綺的Facebook專頁
- 若綺Chloe-美拍 （页面存档备份，存于）
- 若綺Chloe-秒拍[永久]
- 若綺Chloe個人 Instagram （页面存档备份，存于）
- 若綺Chloe-新浪微博